# Kalevipoeg
Kalevipoeg (estisk for Kalevs søn) er det store estiske nationalepos. Det blev skabt af Friedrich Reinhold Kreutzwald og udgivet af det estiske lærde selskab i 1857-61 som sidestykke til Elias Lönnrots finske Kalevala.
Kalevipoeg afviger fra Kalevala ved en endnu friere benyttelse af kilderne, idet mange småsagn og folkeeventyr i prosa er sat på vers af udgiveren for at kunne sammensmeltes med de forhåndenværende estiske viser til et sammenhængende epos. Da de jævne estiske viser på forhånd frembød ret ringe mulighed for sammensmeltning til heltedigt i mytisk stil, i sammenligning med de finske kvad, har Kreutzwald måttet foretage betydelige tilføjelser i tilslutning til sit store forbillede Kalevala. Hvor store disse tilføjelser er, kan kun vanskeligt afgøres, da selve Kreutzwalds ægte folkemindeoptegnelser efter hans død i 1882 er gået fuldstændig tabt.
Kalevipoeg, der ikke i folkepoetisk skønhed kan måle sig med Kalevala, har været udgangspunkt for national genfødsel i Estland på landets vej fra russisk og sovjetisk herredømme til national selvstændighed. Digtets hovedperson Kalevipoeg (Kalevsønnen, klippesønnen eller smedesønnen) identificeres hyppigt med Kullervo, Kalevasønnen i Kalevala, men synes snarere at være helten i et vidt udbredt folkeeventyr, Stærke Hans, der også i Danmark er meget hyppigt.